# Cormocephalus impressus
Cormocephalus impressus är en mångfotingart som beskrevs av Carl Oscar von Porat 1876. Cormocephalus impressus ingår i släktet Cormocephalus och familjen Scolopendridae.

## Underarter
Arten delas in i följande underarter:
- C. i. armatus
- C. i. birabeni
- C. i. impressus
- C. i. unimarginatus